# Cappella di Sant'Anna (Lonate Pozzolo)
La cappella di Sant'Anna ha origini antiche. Le sue prime tracce come il "genziolo de Monte" si trovano nell'elenco del 1567 dei beni incantati dai consorzi medievali di Lonate.

## Storia e descrizione
In una dettagliata descrizione del 1832 dei lavori di manutenzione della via Gaggio, l'ingegnere Mariani, faceva iniziare la strada dalla cappella di San Sigismondo, titolo dell'epoca della cappella, in aperta campagna anche se non molto distante da Lonate.
La dedica a Sant'Anna è successiva, come protettrice di molte categorie professionali nonché molto venerata delle partorienti e dalle donne desiderose di maternità. 
Nel 1985 fu effettuata un'accurata ristrutturazione dell'edificio, durante la quale sono emerse le fondazioni e le pareti antiche in ciottoli a secco, anche l'antico arco d'ingresso, più ampio ed in mattoni.
Nel 1986 è stata realizzata la nicchia per ospitare la statua della santa titolare in gesso, proveniente da un altare della parrocchiale di Lonate e ritoccata intorno al 1950 dal lonatese Giuseppe Rizzi. Durante i lavori sono emersi resti di quattro sepolture.